# حزب رستاخیز
حزب رستاخیز ملت ایران معروف به حزب رستاخیز به عنوان تنها حزب واحد فراگیر به دستور محمدرضا پهلوی در ۱۱ اسفند ۱۳۵۳ هجری خورشیدی تشکیل شد. پس از اعلام تشکیل این حزب به دستور محمدرضا شاه همه احزاب و سندیکاهای فعال در نظام شاهنشاهی ایران مانند حزب ایران نوین، حزب مردم، حزب پان‌ایرانیست، حزب سومکا و حزب ایرانیان موظف شدند به حزب رستاخیز بپیوندند. این نظام در گام بعدی همهٔ کارمندان دولتی را مجبور به عضویت در حزب نمود. با تشکیل این حزب، ت‍‍ظاهر به دموکراسی در دودمان پهلوی به پایان رسید.
حزب رستاخیز که هدف خود را افزایش شمار اعضا قرار داده بود در سال ۱۳۵۴، ۲ میلیون و چهارصد هزار نفر و در سال ۱۳۵۵، ۵ میلیون و چهارصد هزار نفر را به عضویت کانون‌های گوناگون خود پذیرفته بود.

## پیدایش

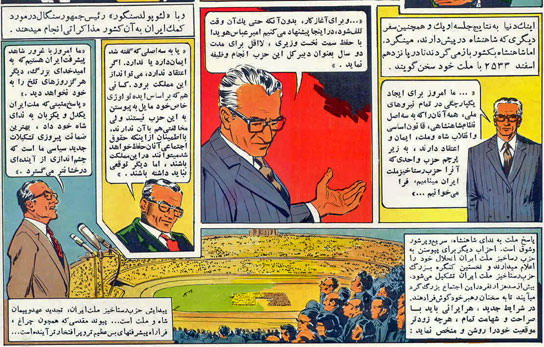
تشکیل حزب رستاخیر به روایت عظمت بازیافته: «یا به سه اصلی که گفته شد ایمان دارد یا ندارد. اگر اعتقاد ندارد می‌تواند از این مملکت برود.»

تا سال ۱۳۵۳ محمدرضا شاه از نظام دوحزبی حمایت می‌کرد و همواره به مخالفان پادشاهی اطمینان می‌داد که به هیچ وجه قصد ایجاد نظام تک‌حزبی ندارد:
اگر من دیکتاتور بودم تا پادشاه مشروطه، سعی می‌کردم مانند هیتلر یا آنچه امروز در کشورهای سوسیالیستی (کمونیستی) می‌بینید، رهبری یک حزب واحد و مسلط را به دست بگیرم
اما در سال ۱۳۵۳ ناگهان عقیده او تغییر کرد. حزب ایران نوین و حزب مردم را منحل کرد و حزب رستاخیز را تشکیل داد و ضمن اطلاع اینکه در آینده نظام تک‌حزبی خواهد بود، گفت:
«کسی که وارد این تشکیلات سیاسی نشود و معتقد به سه اصلی که من گفتم نباشد، دو راه برایش وجود دارد: یا یک فردی است متعلق به یک تشکیلات غیرقانونی یعنی باصطلاح خودمان: «توده‌ای». یعنی باز باصطلاح خودمان و با قدرت اثبات: بی وطن. او جایش یا در زندان ایران است یا اگر بخواهد فردا با کمال میل بدون اخذ حق عوارض، گذرنامه در دستش می‌خواهد برود چون که ایرانی نیست، غیرقانونی است و قانون هم مجازاتش را معین کرده است. یک کسی که توده‌ای نباشد و بی وطن هم نباشد ولی باین جریان هم عقیده‌ای نداشته باشد، او آزاد است، بشرطی که بگوید -بشرطی که علناً و رسماً و بدون پرده- بگوید که آقا من با این جریان موافق نیستم ولی ضد وطن هم نیستم. ما به او کاری نداریم.»
وی در پاسخ به انتقادات خبرنگاران خارجی که نظام تک‌حزبی با پشتیبانی وی از نظام دوحزبی به شدت مغایر است، گفت:
«آزادی اندیشه! آزادی اندیشه! دموکراسی، دموکراسی! با پنج سال اعتصاب و راهپیمایی‌های خیابانی پشت سر هم! دموکراسی؟ آزادی؟ این حرف‌ها یعنی چه؟ ما هیچ‌کدام از آن‌ها را نمی‌خواهیم.»

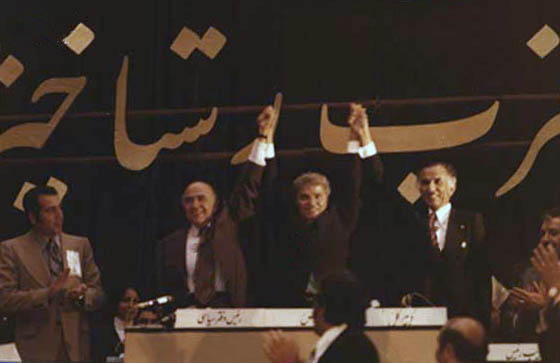
دومین کنگره حزب رستاخیز ایران جمشید آموزگار پس از انتخاب و برگزیده شدن به دبیرکلی حزب رستاخیز در نگاره به ترتیب از راست به چپ: جمشید آموزگار، قاسم معتمدی و امیرعباس هویدا

محمد باهری گفته است از ابتدا قرار نبود رستاخیز یک حزب باشد. به طوری که شاه در نخستین نطق خود دربارهٔ حزب رستاخیز از آن به عنوان یک تشکیلات سیاسی نام برد که همه احزاب حتی مخالفان می‌توانند در آن مشارکت داشته باشند. با اینحال نخستین بار هویدا آن را به عنوان یک حزب سیاسی اعلام کرد. محمد باهری مدعی است هویدا به عنوان اولین دبیرکل رستاخیز نقش زیادی در تغییر هویت و بی‌اثر کردن رستاخیزی داشت که قرار بود نقشه راه دمکراسی ایران باشد.

## واکنش‌ها
تشکیل حزب رستاخیز آشکارا در تناقض با اصل ۲۱ قانون اساسی مشروطه بود.
تاسیس حزب رستاخیز و تک حزبی شدن ایران، بازتاب گسترده‌ای در رسانه‌های جهان غرب پیدا کرد. زیرا شاه همواره متهم به خلف وعده برای توسعه سیاسی و اصلاحات دموکراتیک بود.
برای منتقدانی شاه، تک‌حزبی شدن حکومت ایران پایان پروژه تلاش چندین ساله او برای سلطه مطق بر ایران بود.
هیچ‌کدام از مخالفان جدی رژیم پهلوی حتی به ظاهر هم در صدد تأیید و عضویت در حزب رستاخیز برنیامدند.
۱۰ روز پس از تشکیل این حزب و تهدید مردم توسط محمدرضا پهلوی، سید روح‌الله خمینی که در تبعید در نجف به سر می‌برد، طی پیامی عضویت در آن را حرام عنوان کرد:
«نظر به مخالفت این حزب با اسلام و مصالح ملت مسلمان ایران، شرکت در آن بر عموم ملت حرام و کمک به استیصال مسلمین است و مخالفت با آن از روشن‌ترین موارد نهی از منکر است. دربارهٔ این حزب به اصطلاح رستاخیز ملی ایران باید گفت این عمل با این شکل تحمیلی، مخالف قانون اساسی و موازین بین‌المللی است و درهیچ یک از کشورهای عالم نظیر ندارد.»

## ساختار و تشکیلات

### اصول
رستاخیز بر پایه سه اصل تشکیل شد که صیانت از این اصول اصلی‌ترین و مبرم‌ترین وظیفه حزب قلمداد شد:
- نظام شاهنشاهی
- قانون اساسی
- انقلاب شاه و ملت

### انتخاب دبیرکل
دبیرکل حزب که با نظر محمدرضا پهلوی انتخاب می‌شد، چند بار عوض شد. امیرعباس هویدا از آغاز تأسیس حزب تا کنگره دوم در ۵ و ۶ آبان ۱۳۵۵، جمشید آموزگار از همین تاریخ تا ۱۷ مرداد ۱۳۵۶، محمد باهری تا دی ۱۳۵۶ و جمشید آموزگار از این تاریخ تا ۶ شهریور ۱۳۵۷ دبیرکل حزب بودند. جواد سعید آخرین دبیرکل، زمانی به این سمت رسید که حزب جز انحلال راه دیگری پیش روی خود نداشت. محمدرضا پهلوی در کتاب پاسخ به تاریخ از تشکیل این حزب به عنوان یک اشتباه یاد کرده است.

### جناح‌ها
حزب رستاخیز از دو جناح تشکیل می‌شد:
- پیشرو (که با نام پیشرو و مترقی یا پیشرو و ترقی‌خواه هم از آن یاد شده است) به‌رهبری جمشید آموزگار
- سازنده به‌رهبری هوشنگ انصاری

ظاهراً قرار بود که نمایندگان دو جناح دارای دو طرز فکر مختلف اما وفادار به اصول سه‌گانه حزب و معتقد به اجرای اساسنامه و مرامنامه باشند و در واقع گرایش‌های مختلف سیاسی حزب‌های پیشین وفادار به نظام، در این دو جناح متمرکز شوند. رهبران جناح‌ها را خود محمدرضا شاه تعیین کرد. جناح لیبرال نیز در خرداد ۱۳۵۷ به رهبری هوشنگ نهاوندی پدید آمد. این جناح از نقد عملکردهای حزب رستاخیز شکل گرفت و اعضای آن به بررسی مسائل ایران می‌پرداختند که به گفته نهاوندی به پیشنهاد خود محمدرضا شاه تشکیل شده بود و غالباً «اپوزسیون اعلی‌حضرت» خوانده می‌شد.

### شورای مرکزی
نخستین شورای مرکزی حزب رستاخیز در ۲ خرداد ۱۳۵۷ با پیام محمدرضا شاه و با سخنان جمشید آموزگار، نخست‌وزیر و دبیرکل حزب رستاخیز آغاز شد. در این شورا در نخستین مرحله ۵۵ نفر اعضای دائم هیئت اجرایی از میان ۱۹۰۰ نفر شرکت‌کنندگان در شورای مرکزی برگزیده می‌شوند. وظیفهٔ اصلی شورای مرکزی تصمیم‌گیری در مورد مسائلی بود که از سوی دبیرکل که نخست‌وزیر ریاست آن را برعهده دارد، به شورا ارجاع می‌شود. این شورا به تأیید صلاحیت داوطلبان شرکت در انتخابات دو مجلس و انجمن‌های محلی نیز می‌پرداخت.

### ارکان حزب
ارکان حزب رستاخیز عبارت بودند از:
- کنگره
- کمیته ملی
- شورای مرکزی
- دبیرکل

بنابر مادّه دوم اساسنامه حزب، کنگره بالاترین رکن حزب بود و می‌بایستی که هر دو سال یک‌بار با شرکت نمایندگان شوراهای حزب، نمایندگان دو مجلس سنا و مجلس شورای ملی و کمیته ملی تشکیل می‌شد. کنگره حزب سه بار، بار نخست در ۱۰ و ۱۱ اردیبهشت ۱۳۵۴ (کنگره مؤسس)، ۵ و ۶ آبان ۱۳۵۵ (معروف به کنگره بزرگ) و ۱۴ دی ۱۳۵۶ (کنگره فوق‌العاده به مناسبت آغاز خیزش‌های سیاسی ضد حکومت) برگزار شد. ولی شتاب رویدادهای سیاسی اجازه نداد که حتی برای انحلال حزب نیز کنگره تشکیل شود.

### تبلیغات حزب
تصاویر کنگره‌های حزب رستاخیز عموماً با الگوبرداری از مجالس مشابه در اتحاد جماهیر شوروی یا چین منتشر می‌شدند. حزب رستاخیز با تکیه بر بودجه دولتی و ثروت نفت فعالیت‌های تبلیغاتی گسترده‌ای را انجام داد و نشریات زیادی را منتشر کرد.
نشریات حزب عبارت بودند از:
- روزنامه رستاخیز، ترجمان اصلی حزب، به سردبیری مهدی سمسار که از ۱۳ اردیبهشت ۱۳۵۴ تا اوایل آذر ۱۳۵۷ انتشار یافت
- رستاخیز جوان
- رستاخیز روستا
- رستاخیز کارگران
- رستاخیز هوایی (برای ایرانیان و فارسی‌زبانان خارج از کشور)
- تلاش که ابتدا زیر نظر هویدا منتشر می‌شد و در شهریور ۱۳۵۴ به جمع نشریه‌های رستاخیز پیوست
- مبانی فلسفی رستاخیز که ماهانه به‌چاپ می‌رسید
- اندیشه‌های رستاخیز که نشریه نظری حزب بود و دفتر سیاسی حزب به آن توجه ویژه‌ای داشت. اما بیش از چند شماره منتشر نشد.[۱۹]

## برچینش
حزب رستاخیز ملت ایران سه سال پس از تشکیل به عنوان یکی از پایه‌های حکومت مورد حمله مخالفان حکومت قرار گرفت. زیرا عملکرد آن باعث تشدید نارضایتی‌ها شد و سرانجام با اوج گرفتن اعتراضات در پاییز ۱۳۵۷ به دستور خود حکومت برچیده شد.